# マグヌス4世 (スウェーデン王)
マグヌス・エリクソン（Magnus Eriksson, 1316年 - 1374年12月1日）はノルウェー王（マグヌス7世、在位：1319年 - 1355年）、スウェーデン王（マグヌス4世（または2世）、在位：1319年 - 1364年）。エリク・マグヌソン（スウェーデン王マグヌス3世の次男）とノルウェー王ホーコン5世の娘インゲビョルグの子。

## 生涯
1319年、ノルウェー王ホーコン5世が男子後継者なく死去し、外孫にあたる3歳のマグヌスがノルウェー王として迎えられ、母インゲビョルグが摂政となった。また同年、スウェーデンでは伯父にあたるビルイェルが貴族らにより追放され、マグヌスがスウェーデン王位にもついた。マグヌスの父エリク・マグヌソンは1318年に兄にあたるビルイェル王に殺害されていた。幼少の王のため、両国で参事会が結成され、国政を担った。
マグヌスは1331年に親政を開始し、翌年には当時デンマーク領であったスコーネおよびブレーキンゲをスウェーデン王として購入した。しかし、スウェーデンではすでに領地や租税徴収権が質入れされていたこと、また、黒死病により農民が減少したことなどからマグヌスが得られる税収は少なく、マグヌスはスコーネ購入費用の調達のために、農民への臨時税の課税、スコーネにおける漁と市に対する関税の強化、貴族免税特権の撤回、教会への課税などを行った。また、若い騎士ベンクト・アルゴットソンを寵愛してフィンランド公爵に叙した。その結果、1356年に参事会貴族らによる反乱が起こり、翌年に貴族らはマグヌスの長男エリクをスウェーデン王とした。しかしエリクは2年後、1359年に死去した。ノルウェー王位に関しては、すでに1355年に次男ホーコンに譲られており、同君連合は解消されていた。
一方で、マグヌスは1350年に地方法と都市法を制定し、これらは18世紀初頭まで維持された。マグヌス統治時代のスウェーデンは、1350年頃に黒死病により人口の約三分の一を失うまでは平和な時代であったという。
1364年、マグヌスはスウェーデン貴族らにより追放され、ノルウェーに亡命した。貴族の要請で甥のメクレンブルク＝シュヴェリーン公アルブレヒト3世がスウェーデン王位を継いだ。

## ビルギッタ会の設立
1346年にマグヌスと王妃は聖ビルギッタに寄付を行い、ヴァドステーナ修道院を与えた。ビルギッタはそこを本拠地にしてビルギッタ会を設立、修道院は王室の保護を受けて発展した。しかし、後に聖ビルギッタはマグヌスの中央集権政策を批判する立場をとるようになる。

## 子女
1335年、ナミュール侯ジャン1世の娘ブランカと結婚し、2男をもうけた。
- エリク12世（1339年 - 1359年） - スウェーデン共治王（在位：1357年 - 1359年）
- ホーコン6世（1340年 - 1380年） - ノルウェー王（在位：1343年 - 1380年）